# Красновішерськ
Красновішерськ (рос. Красновишерск) — місто у Пермському краї Росії, адміністративний центр Красновішерського району.

## Географія
Місто розташоване на крайньому заході однойменного району, на лівому березі річки Вишери. Відстань до крайового центру, м Перм — 300 км.

## Клімат
У місті помірно-континентальний клімат, з тривалими зимами, нестійкою весною, помірно-теплим літом та прохолодною осінню.

## Історія
У 1894—1897 роках російсько-французьким акціонерним товариством був побудований металургійний завод у селі Вижаїха.
У 1930 році було надано статус селища міського типу, оскільки тут розпочалось будівництво целюлозно-паперового комбінату, яке велося в основному силами ув'язнених.
Так з 1926 року у селі знаходилося 4-е відділення Соловецького табору особливого призначення, а з 1929 року — самостійне управління Вишерських таборів.
2 липня 1942 року селище отримало статус міста.

При в'їзді в місто стоїть щит із написом:
Здесь с 1928 по 1934 гг. находился лагерь «Вишералаг». Тысячи невинно осуждённых — жертвы сталинских репрессий — строили ЦБК и заготовляли лес. Узником этого лагеря был и русский писатель Варлам Шаламов, автор антиромана «Вишера» и «Колымских рассказов».
21 липня 2007 року на перетині вулиць Гагаріна і Дзержинського на честь 100-ліття був відкритий меморіал Варлама Шаламова. В 1930-ті роки саме у Вишлазі він відбував свій перший строк.

## Населення
| 1959   | 1970     | 1979     | 1989     | 1992     | 1996     | 2000     | 2001     | 2002     | 2003     | 2005     | 2006     | 2007     | 2008     | 2009     | 2010     | 2011     | 2012     | 2013     | 2014     | 2015     | 2016     | 2017     |
| 15 207 | ↘ 14 944 | ↗ 15 917 | ↗ 18 700 | ↗ 19 200 | ↗ 19 400 | → 19 400 | ↘ 19 300 | ↘ 18 260 | ↗ 18 300 | ↘ 17 800 | ↘ 17 700 | ↘ 17 500 | ↘ 17 400 | ↘ 17 320 | ↘ 16 099 | ↗ 16 100 | ↗ 16 111 | ↗ 16 127 | ↘ 15 917 | ↘ 15 733 | ↘ 15 644 | ↘ 15 587 |